# Dvoelektronski atom
U atomskoj fizici, dvoelektronski atom ili jon sličan helijumu je kvantno mehanički sistem koji se sastoji od jednog jezgra sa naelektrisanjem od Ze i samo dva elektrona. Ovo je prvi slučaj sistema sa više elektrona gde Paulijev princip isključenja igra centralnu ulogu. To je primer problema sa tri tela.
| Z=1: | H−   | vodonični anjon  |
| Z=2: | He   | atom helijuma    |
| Z=3: | Li+  | litijumski jon   |
| Z=4: | Be2+ | berilijumski jon |
| Z=5: | B3+  | borni jon        |

## Šrodingerova jednačina
Šredingerova jednačina za bilo koji sistem sa dva elektrona, kao što je neutralni atom helijuma (He, Z = 2), negativni jon vodonika (H−, Z = 1), ili pozitivni litijumski jon (Li+, Z = 3) je: Za rigoroznije matematičko izvođenje Šredingerove jednačine pogledajte takođe.
{\displaystyle E\psi =-\hbar ^{2}\left[{\frac {1}{2\mu }}\left(\nabla _{1}^{2}+\nabla _{2}^{2}\right)+{\frac {1}{M}}\nabla _{1}\cdot \nabla _{2}\right]\psi +{\frac {e^{2}}{4\pi \varepsilon _{0}}}\left[{\frac {1}{r_{12}}}-Z\left({\frac {1}{r_{1}}}+{\frac {1}{r_{2}}}\right)\right]\psi }
gde je r1 položaj jednog elektrona (r1 = |r1| je njegova magnituda), r2 je položaj drugog elektrona (r2 = |r2| je magnituda), r12 = |r12| je veličina razmaka između njih data sa 
{\displaystyle |\mathbf {r} _{12}|=|\mathbf {r} _{2}-\mathbf {r} _{1}|}
μ je redukovana masa elektrona u odnosu na dva tela do jezgra mase M
{\displaystyle \mu ={\frac {m_{e}M}{m_{e}+M}}}
i Z je atomski broj za element (ne kvantni broj).
Unakrsni član dva Laplasijana
{\displaystyle {\frac {1}{M}}\nabla _{1}\cdot \nabla _{2}}
je poznat kao polarizacioni član mase, koji nastaje usled kretanja atomskih jezgara. Talasna funkcija je funkcija položaja dva elektrona: 
{\displaystyle \psi =\psi (\mathbf {r} _{1},\mathbf {r} _{2})}
Za ovu jednačinu ne postoji rešenje zatvorenog oblika.

## Spektar
Optički spektar dvoelektronskog atoma ima dva sistema linija. Para sistem pojedinačnih linija i orto sistem tripleta (blisko raspoređena grupa od tri linije). Nivoi energije u atomu za pojedinačne linije su označeni sa 1S0 1P1 1D2 1F3 itd, a za triplete, neki nivoi energije su podeljeni: 3S1 3P2 3P1 3P0 3D3 3D2 3D1 3F4 3F3 3F2. Zemnoalkalni elementi i živa takođe imaju spektre sa sličnim karakteristikama, zbog dva spoljašnja valentna elektrona.